# Antilles vénézuéliennes
Pour un article plus général, voir Petites Antilles.
Les Antilles vénézuéliennes, ou Petites Antilles vénézuéliennes,, sont les îles des Petites Antilles dépendant du Venezuela.

## Géographie
Trois d'entre elles — les îles Margarita, Cubagua et Coche — forment l'État fédéral de Nueva Esparta.

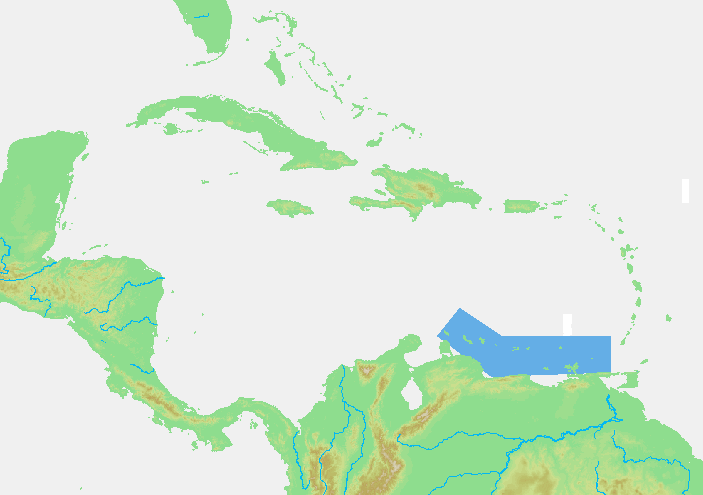
Localisation des îles Sous-le-Vent.

Les autres sont des dépendances fédérales. Ces cinq archipels sont Los Testigos, Los Frailes, Los Hermanos, Los Roques et Las Aves et des trois îles de La Blanquilla, La Tortuga et La Orchila. Depuis 2011, les archipels de Los Roques et de Las Aves forment, avec La Orchila, le territoire insulaire Francisco de Miranda (es).
Les Antilles vénézuéliennes forment — avec les îles néerlandaises d'Aruba, Bonaire et Curaçao (ABC) — le groupe des îles Sous-le-Vent,.